# Севильский собор
Севильский собор (исп. Catedral de Sevilla) или собор Санта-Мария-де-ла-Седе (Catedral de Santa María de la Sede) — католический храм в городе Севилья (Андалусия, Испания), кафедральный собор архиепархии Севильи. Крупнейший готический собор в Европе.
Освящён в честь образа Богородицы на Престоле и Успения.

## Описание
Построен в 1401—1519 годах на месте бывшей мечети, оставшейся после Реконкисты. Имеет длину около 116 м и ширину 76 м. Собор состоит из пяти боковых приделов, большой основной капеллы с пламенеющим сводом, возвышающимся на 56 м над трансептом (поперечным нефом). Обычно утверждают, что капитул в 1401 г. решил «построить настолько хорошую церковь, чтобы её никогда нельзя было превзойти. Пусть потомки восторгаются ею после завершения и скажут, что те, кто осмелился задумать эту работу, были сумасшедшими».
В соборе хранится немало реликвий и сокровищ, в том числе картины Мурильо, Веласкеса, Сурбарана и Гойи. Говорят, что крест собора сделан из первого золота, привезённого Колумбом из Америки, а в соборе, как утверждают, захоронены останки мореплавателя. Свинцовая гробница Колумба в 1544 году была перевезена из Севильи в кафедральный собор Санто-Доминго. Считается, что в 1795 году его останки были перенесены в Гавану, а сто лет спустя — из Гаваны в Севилью. Но где-то по дороге всё перепуталось, и теперь принято считать, что останки в Севильском соборе принадлежат сыну Колумба — Диего.
Рядом находится так называемая Хиральда — колокольня высотой 104 метра с богатыми узорами и орнаментами, вместившая 22 гармонично настроенных колокола. Была построена как минарет в 1196 году Якубом аль-Мансуром, высота её составляла 82 метра. 32-метровую надстройку добавили в 1568 году.
Главным органистом собора в XVIII веке был композитор Мануэль Бласко де Небра.

## Капитулярная и Колумбова библиотеки
Хотя сохранившиеся в соборе фонды широко известны как «Колумбова библиотека» (исп. Biblioteca Colombina), на самом деле они представляют собой объединение «Колумбовой библиотеки», подаренной Фернандо Колумбом, сыном Христофора Колумба, «Капитулярной библиотеки» (исп. Biblioteca Capitular) и «Капитулярного архива» (исп. Archivo Capitular).
Подвергалась разграблению в XIX веке.
Историческая ценность сохранившихся документов огромна, к примеру, в библиотеке находится оригинал «Книги пророчеств», написанной Христофором Колумбом в 1504 году, а также «Песенник Колумбовой библиотеки» и рукопись Liber de promissionibus et predictionibus Dei конца девятого века.
Среди первопечатных изданий находятся «Образ мира» Петра д’Альи, «Кастильская грамматика» Антонио де Небрихи.